# Конвой «Вевак-Голландія № 7»
Конвой «Вевак-Голландія № 7» — японський конвой часів Другої світової війни, проведення якого відбувалось у січні 1944-го.
Вихідним пунктом конвою став Палау — важливий транспортний хаб на заході Каролінських островів. Метою операції було постачання баз на північному узбережжі Нової Гвінеї в Голландії (наразі Джаяпура) та Веваку (тут перебував головний японський гарнізон на острові).
До складу конвою увійшли транспорти «Ікома-Мару», «Ясукуні-Мару» та «Кайо-Мару», тоді як охорону забезпечували мисливець за підводними човнами CH-32 та допоміжний мисливець за підводними човнами CHa-10.
Загін вийшов з порту 3 січня 1944-го. Надалі він розділився й «Ікома-Мару» та «Ясукуні-Мару» в супроводі CHa-10 попрямували до Голландії.
«Кайо-Мару» під охороною CH-329 січня прибув до Веваку, швидко розвантажився та 10 січня рушив назад, а 15 січня повернувся на Палау. Туди ж прибули й два інші транспорти, які вже 20 січня вийшли у черговий рейс до Нової Гвінеї.